# Мейпл-Ридж (округ Исанти, Миннесота)
Мейпл-Ридж (англ. Maple Ridge) — тауншип в округе Исанти, Миннесота, США. В 2010 году его население составляло 761 человек.
Название тауншипа произошло от низкого хребта («Ridge») и большого количества клёнов («Maple») вблизи населённого пункта.

## География
По данным Бюро переписи населения США площадь тауншипа составляет 92,4 км², из которых 90,7 км² занимает суша, а 1,7 км² — вода (1,88 %).

## Население
По данным переписи 2010 года население Мейпл-Риджа составляло 761 человек (из них 53,7 % мужчин и 46,3 % женщин), было 297 домашних хозяйств и 211 семей. Расовый состав: белые — 96,7 %, афроамериканцы — 0,4 %, коренные американцы — 1,1 %, азиаты — 0,3 и представители двух и более рас — 1,4 %.
Из 297 домашних хозяйств 60,3 % представляли собой совместно проживающие супружеские пары (22,6 % с детьми младше 18 лет), в 4,7 % домохозяйств женщины проживали без мужей, в 6,1 % домохозяйств мужчины проживали без жён, 29,0 % не имели семьи. В среднем домашнее хозяйство вели 2,56 человека, а средний размер семьи — 3,02 человека. В одиночестве проживали 22,2 % населения, 7,1 % составляли одинокие пожилые люди (старше 65 лет).
Население тауншипа по возрастному диапазону распределилось следующим образом: 21,3 % — жители младше 18 лет, 65,2 % — от 18 до 65 лет и 13,5 % — в возрасте 65 лет и старше. Средний возраст населения — 44,1 года. На каждые 100 женщин приходилось 116,2 мужчины, при этом на 100 совершеннолетних женщин приходилось уже 117,8 мужчин сопоставимого возраста.
В 2014 году из 552 трудоспособных жителей старше 16 лет имели работу 370 человек. При этом мужчины имели медианный доход в 42 813 долларов США в год против 35 795 долларов среднегодового дохода у женщин. В 2014 году медианный доход на семью оценивался в 69 000 $, на домашнее хозяйство — в 59 821 $. Доход на душу населения — 27 712 $. 0,6 % от всего числа семей и 4,8 % от всей численности населения тауншипа находилось на момент переписи за чертой бедности.